# Fernandezia sanguinea
Fernandezia sanguinea är en orkidéart som först beskrevs av John Lindley, och fick sitt nu gällande namn av Leslie Andrew Garay och Galfrid Clement Keyworth Dunsterville. Fernandezia sanguinea ingår i släktet Fernandezia och familjen orkidéer. Inga underarter finns listade i Catalogue of Life.